# Brock Hooton
Brock Hooton (* 20. März 1983 in Nanaimo, British Columbia) ist ein ehemaliger kanadischer Eishockeyspieler, der auf der Position des rechten Flügels spielte. Zuletzt stand der Stürmer bei den Fischtown Pinguins unter Vertrag.

## Karriere
Hooton begann seine Laufbahn 2000 bei den Quesnel Millionaires aus der BCHL. Von 2002 bis 2006 ging er für die St. Cloud State University in der College-Liga NCAA aufs Eis. Er wurde 2002 in der jährlichen Talentziehung der NHL in der 5. Runde an 150. Position von den Ottawa Senators ausgewählt.
Von 2006 bis 2009 spielte der Kanadier in der ECHL, wo er zunächst in der Spielzeit 2006/07 für die Phoenix Roadrunners sowie 2007 bis 2009 für die Reading Royals die Schlittschuhe schnürte. In der Saison 2008/09 absolvierte er in der American Hockey League aber auch insgesamt 21 Spiele für die Providence Bruins, Albany River Rats sowie die Norfolk Admirals.
Ab der Saison 2009/10 stand Hooton drei Spielzeiten in Deutschland bei den Schwenninger Wild Wings aus der 2. Bundesliga unter Vertrag, bevor er nach Dänemark wechselte.
Ab 2013 spielte er bei den Fischtown Pinguins. Die ersten drei Jahre wurden in der DEL2 absolviert, 2016 ging Hooton mit den Bremerhavenern in die Deutsche Eishockey Liga (DEL).
Nach der Saison 2019/20 beendete der kanadische Eishockeystürmer seine Karriere.